# プラチナプラス
『プラチナプラス』は、日本テレビで放送されていた短期間限定のバラエティー実験枠の総称である。2017年7月27日（7月26日深夜）開始。2017年9月までは、木曜0:59 - 1:29（水曜深夜）に放送していたが、同年10月からは毎週土曜0:30 - 0:59（金曜深夜）に放送していた。
2019年5月4日より本枠を置き換える形で『プラチナイト』金曜版（全編ローカルセールス枠）開始のため、本枠は同年3月30日終了（なお、同年4月6日 - 27日は毎週異なるつなぎ番組で穴埋め）。

## 放送されていた番組
| 放送期間                  | 番組名                           | 主な出演者                            | アナウンサー                                       | 備考                                                                                           |
| ------------------------- | -------------------------------- | ------------------------------------- | -------------------------------------------------- | ---------------------------------------------------------------------------------------------- |
| 2017年7月27日 - 8月24日   | 正解のない問題                   | 劇団ひとり 佐藤栞里                   |                                                    |                                                                                                |
| 2017年8月31日 - 9月28日   | オトせ!                          | 千原ジュニア                          | 笹崎里菜（日本テレビ）                             | 【ここまで木曜未明（水曜深夜）枠。関東ローカル】                                               |
| 2017年10月21日 - 12月23日 | NEWアベレージピープル            | オリエンタルラジオ 泉里香 柳原可奈子  |                                                    | 【ここから土曜未明（金曜深夜）枠。ローカルセールス枠だが、関東以外でもネット開始（下記参照）】 |
| 2018年1月13日 - 3月17日   | 坂上忍と○○の彼女                 | 坂上忍                                | 森富美 延友陽子 （ナレーション、共に日本テレビ）   |                                                                                                |
| 2018年4月14日 - 6月30日   | 女心がわかる男、わからない男。   | バカリズム 中丸雄一 武田真治 渡辺裕太 | 森富美（ナレーション、日本テレビ）                 |                                                                                                |
| 2018年7月21日 - 9月29日   | 出川哲朗のアイ・アム・スタディー | 出川哲朗                              | 羽鳥慎一 郡司恭子（ナレーション、日本テレビ）      |                                                                                                |
| 2018年10月20日 - 12月22日 | 犬も食わない                     | 若林正恭（オードリー）                | 水卜麻美 藤田大介 （ナレーション、共に日本テレビ） |                                                                                                |
| 2019年1月26日 - 3月30日   | ＃渡辺直美のヤバスタグラム       | 渡辺直美 横澤夏子                     |                                                    | 『プラチナプラス』最終回                                                                       |

## ネット局
| 放送対象地域   | 放送局                    | 系列           | 放送日時                      | ネット     | 備考   |
| -------------- | ------------------------- | -------------- | ----------------------------- | ---------- | ------ |
| 関東広域圏     | 日本テレビ（NTV）         | 日本テレビ系列 | 土曜 0:30 - 0:59 （金曜深夜） | 制作局     | 制作局 |
| 北海道         | 札幌テレビ（STV）         | 日本テレビ系列 | 土曜 0:30 - 0:59 （金曜深夜） | 同時ネット |        |
| 青森県         | 青森放送（RAB）           | 日本テレビ系列 | 土曜 0:30 - 0:59 （金曜深夜） | 同時ネット |        |
| 岩手県         | テレビ岩手（TVI）         | 日本テレビ系列 | 土曜 0:30 - 0:59 （金曜深夜） | 同時ネット |        |
| 宮城県         | ミヤギテレビ（MMT）       | 日本テレビ系列 | 土曜 0:30 - 0:59 （金曜深夜） | 同時ネット |        |
| 秋田県         | 秋田放送（ABS）           | 日本テレビ系列 | 土曜 0:30 - 0:59 （金曜深夜） | 同時ネット |        |
| 福島県         | 福島中央テレビ（FCT）     | 日本テレビ系列 | 土曜 0:30 - 0:59 （金曜深夜） | 同時ネット |        |
| 新潟県         | テレビ新潟（TeNY）        | 日本テレビ系列 | 土曜 0:30 - 0:59 （金曜深夜） | 同時ネット |        |
| 長野県         | テレビ信州（TSB）         | 日本テレビ系列 | 土曜 0:30 - 0:59 （金曜深夜） | 同時ネット |        |
| 静岡県         | 静岡第一テレビ（SDT）     | 日本テレビ系列 | 土曜 0:30 - 0:59 （金曜深夜） | 同時ネット |        |
| 富山県         | 北日本放送（KNB）         | 日本テレビ系列 | 土曜 0:30 - 0:59 （金曜深夜） | 同時ネット |        |
| 石川県         | テレビ金沢（KTK）         | 日本テレビ系列 | 土曜 0:30 - 0:59 （金曜深夜） | 同時ネット |        |
| 香川県・岡山県 | 西日本放送（RNC）         | 日本テレビ系列 | 土曜 0:30 - 0:59 （金曜深夜） | 同時ネット |        |
| 福岡県         | 福岡放送（FBS）           | 日本テレビ系列 | 土曜 0:30 - 0:59 （金曜深夜） | 同時ネット |        |
| 長崎県         | 長崎国際テレビ（NIB）     | 日本テレビ系列 | 土曜 0:30 - 0:59 （金曜深夜） | 同時ネット |        |
| 熊本県         | くまもと県民テレビ（KKT） | 日本テレビ系列 | 土曜 0:30 - 0:59 （金曜深夜） | 同時ネット |        |
| 広島県         | 広島テレビ（HTV）         | 日本テレビ系列 | 日曜 0:55 - 1:25 （土曜深夜） | 時差ネット | [ 2 ]  |

大半の放送局は『NEWアベレージピープル』から、青森放送は『女心がわかる男、わからない男。』から、広島テレビは『出川哲朗のアイ・アム・スタディー』からネット開始。静岡第一テレビは『＃渡辺直美のヤバスタグラム』のみネット。
非ネットの日本テレビ系列局
- 山形放送（YBC、山形県）
- 山梨放送（YBS、山梨県）
- 福井放送（FBC、福井県）
- 中京テレビ（CTV、中京広域圏）
- 日本海テレビ（NKT、鳥取県・島根県）
- 山口放送（KRY、山口県）
- 四国放送（JRT、徳島県）
- 南海放送（RNB、愛媛県）
- 高知放送（RKC、高知県）
- テレビ大分（TOS、大分県）
- テレビ宮崎（UMK、宮崎県）
- 鹿児島読売テレビ（KYT、鹿児島県）

### 単発放送
- 読売テレビ（ytv、近畿広域圏）2018年7月 - 2019年2月 『出川哲朗のアイ・アム・スタディー』をネット。2018年10月期は『PRINCE OF LEGEND』を放送したため、一時休止。